# Serpentaria berryi
Serpentaria berryi är en djurart som tillhör fylumet slemmaskar, och som beskrevs av Baird 1866. Serpentaria berryi ingår i släktet Serpentaria, fylumet slemmaskar och riket djur. Inga underarter finns listade i Catalogue of Life.